# Belagerung von Gibraltar (1779–1783)
Die große Belagerung von Gibraltar von 1779 bis 1783 war der letzte vergebliche Versuch, die Stadt und Festung Gibraltar den Briten gewaltsam zu entreißen.

## Vorgeschichte
Im Jahr 1704 wurde Gibraltar während des Spanischen Erbfolgekrieges durch englisch-niederländische Seesoldaten unter dem Kommando von Georg von Hessen-Darmstadt mit Unterstützung der Flotte eingenommen. Ein erster spanisch-französischer Versuch der Rückeroberung scheiterte 1705. Im Frieden von Utrecht fiel Gibraltar 1713 an Großbritannien. Damit wurden die Briten zu einer wichtigen Macht im Mittelmeer. Eine weitere Belagerung im Jahr 1726 im Rahmen des Englisch-Spanischen Krieges scheiterte ebenfalls. Nach der Schlacht von Saratoga im Jahr 1777 trat Frankreich aktiv auf der Seite der Amerikaner in den Amerikanischen Unabhängigkeitskrieg ein. Ein Jahr später folgten Spanien und 1780 auch die Niederlande diesem Beispiel. Das Hauptinteresse Spaniens war die Zurückgewinnung von Gibraltar. Die spanische Führung hoffte, dass die britische Marine und Armee durch die Kampfhandlungen in Amerika und gegen die Flotten Frankreichs und der Niederlande so stark in Anspruch genommen sein würden, dass nicht genügend Kräfte zur Verteidigung und Versorgung eines belagerten Gibraltars aufgebracht werden könnten.

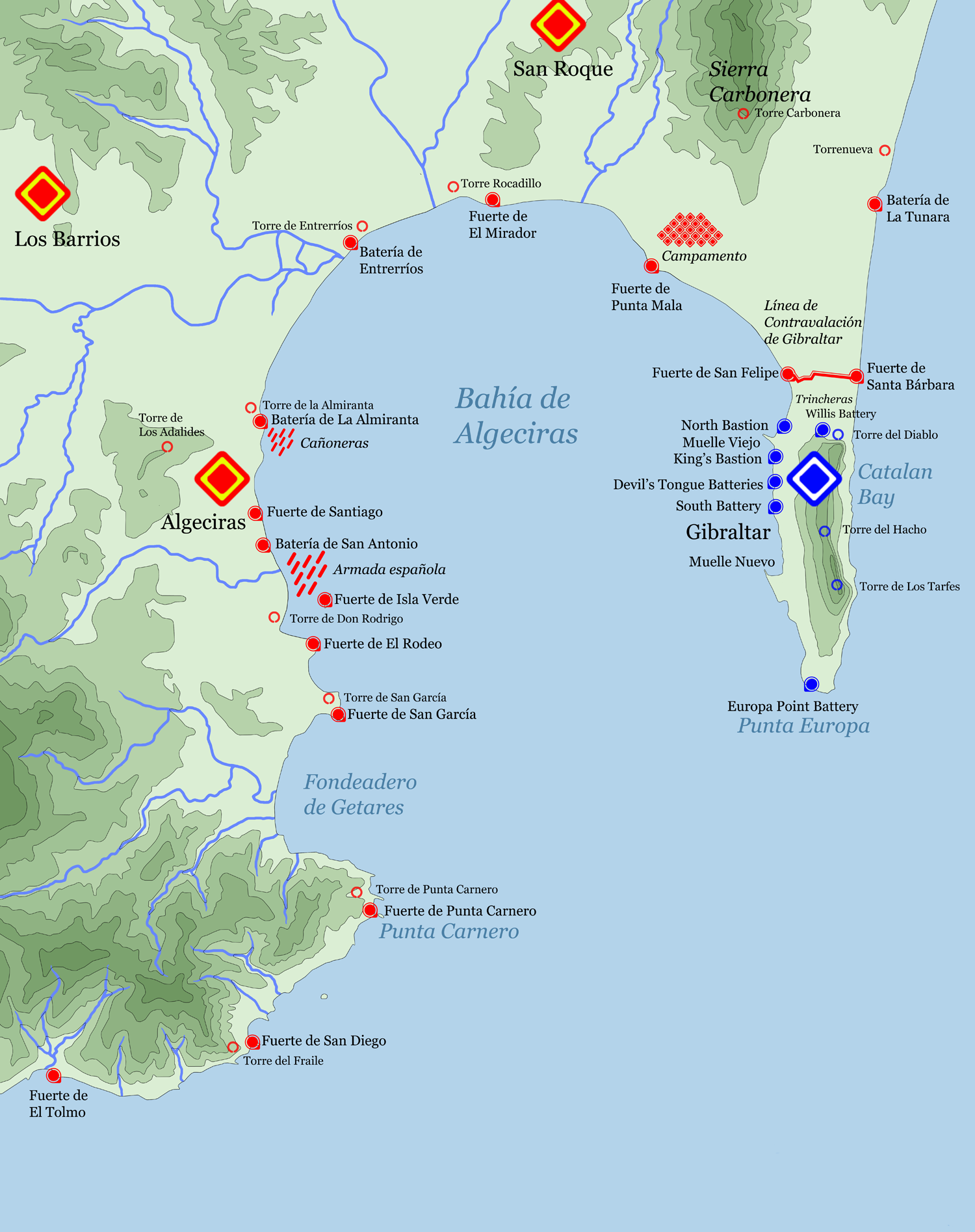
Übersicht über die Bucht von Algeciras mit den wichtigsten Stellungen der Kriegsparteien

Das Kommando in Gibraltar hatte seit 1777 der erfahrene General George Augustus Eliott. Da er um die Bedeutung Gibraltars für Spanien wusste, bemühte er sich erfolgreich um eine Verstärkung der Verteidigung. Die Zahl der Geschütze wurde von 400 auf 663 deutlich erhöht. Da nicht genügend Geschützmannschaften vorhanden waren, wurden während der Belagerung Infanteristen trainiert und an den Geschützen eingesetzt. Die bis dahin zivilen Ingenieure, die in Gibraltar arbeiteten, unterstellte Eliot seinem direkten Kommando. Daraus ging später das Pionierkorps der Royal Engineers hervor. Die Garnison bestand zu Beginn der Belagerung aus etwa 5400 Soldaten und 760 Seeleuten. Unter den Truppen war auch eine Einheit aus dem Kurfürstentum Hannover unter dem Kommando von August de la Motte. Hinzu kamen 1500 Frauen und Kinder der Soldaten sowie etwa 3200 weitere Bewohner der Stadt.
Die meisten Kanonen waren zur Deckung des Hafens positioniert. Der Rand der Halbinsel wurde von fünf Bastionen geschützt. Ein Fort verteidigte die Neue Mole, ein weiteres wurde an der Spitze der Halbinsel (Europa Point) errichtet. Ein beträchtlicher Teil des Hafens lag in der Reichweite der gegnerischen Geschütze, jedoch erreichten sie nicht die Rosia Bucht südlich der Neuen Mole. Während der Belagerung wurden Tunnel in den Felsen des Berges getrieben, in denen Geschütze aufgestellt wurden. Von dort aus konnten die Stellungen der Gegner eingesehen werden, während die eigenen Positionen geschützt waren. Diese sogenannten Great Siege Tunnels sind heute Sehenswürdigkeiten von Gibraltar.

## Verlauf

### Erste Phase
Am 21. Juni kündigte der spanische General Joaquin de Mendoza gegenüber Eliott den Beginn der Blockade an. Aber erst zu Beginn des Oktobers hatten die Spanier eine nennenswerte Streitmacht vor Gibraltar konzentriert. Nach britischen Angaben soll diese aus 16 Bataillonen Infanterie und 12 Schwadronen Kavallerie mit zusammen 14.000 Mann bestanden haben.

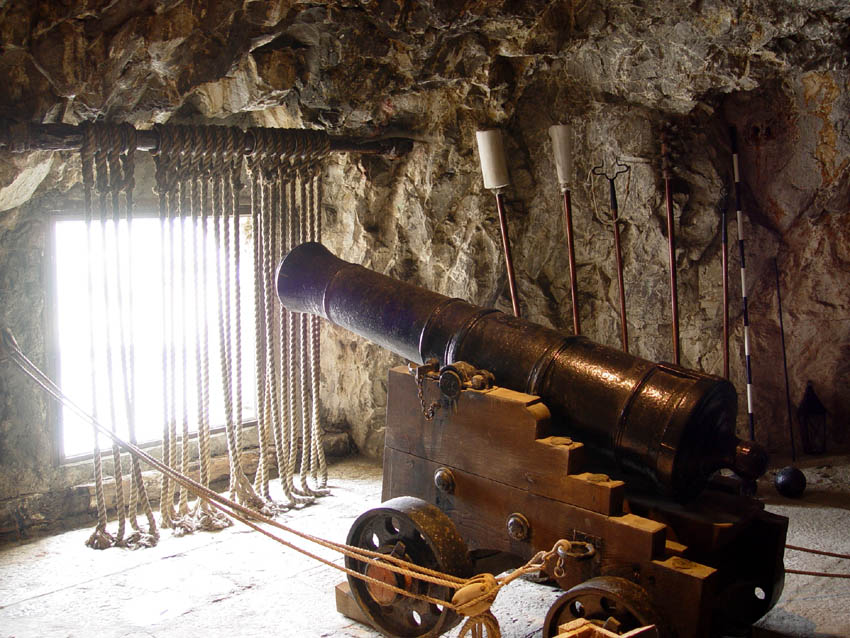
Geschützstellung in einem der Great Siege Tunnel

Die Spanier setzten auf die Aushungerung der Besatzung und Bevölkerung. Zusätzlich wollten sie die Stadt durch Beschießung mürbe machen. Um eine Blockade zur See zu gewährleisten, zogen sie neunzehn Linienschiffe in Cádiz und weitere Schiffe in Algeciras auf der anderen Seite der Bucht von Gibraltar zusammen. Sie verstärkten die vorhandenen Belagerungslinien und versahen sie mit Geschützen.
Anfang Juli 1779 brachten drei britische Schiffe zum ersten Mal Hilfsgüter in die Stadt. Um Nahrung zu gewinnen und Futter zu sparen, wurden gleich zu Beginn der Belagerung alle nicht notwendigen Pferde geschlachtet. Im September vertrieb die britische Artillerie spanische Truppen, die versuchten, ihre Belagerungslinien vorzuschieben.
Ende Dezember verließ ein großer, stark geschützter Hilfskonvoi England, der Güter für Gibraltar, für die ebenfalls belagerte Garnison auf Menorca und für Westindien geladen hatte. Die Begleitflotte unter George Rodney, 1. Baron Rodney besiegte auf dem Weg am 16. Januar 1780 in der Seeschlacht bei Kap St. Vincent eine spanische Flotte und eroberte spanische Handelsschiffe. Als die stärkere britische Flotte vor Gibraltar ankam, zogen sich die spanischen Blockadeschiffe zurück. Mit dem britischen Konvoi hatte Gibraltar genug Nahrung für ein weiteres Jahr. Außerdem wurde ein Bataillon Infanterie als Verstärkung angelandet. Auch blieb ein kleines Geschwader zurück, das zwar die Blockade nicht aufheben, aber doch lockern konnte. Für einige Zeit gab es volle Rationen für die Garnison, ehe der Kommandant die Zuteilungen erneut kürzte.

### Hunger und Beschießung

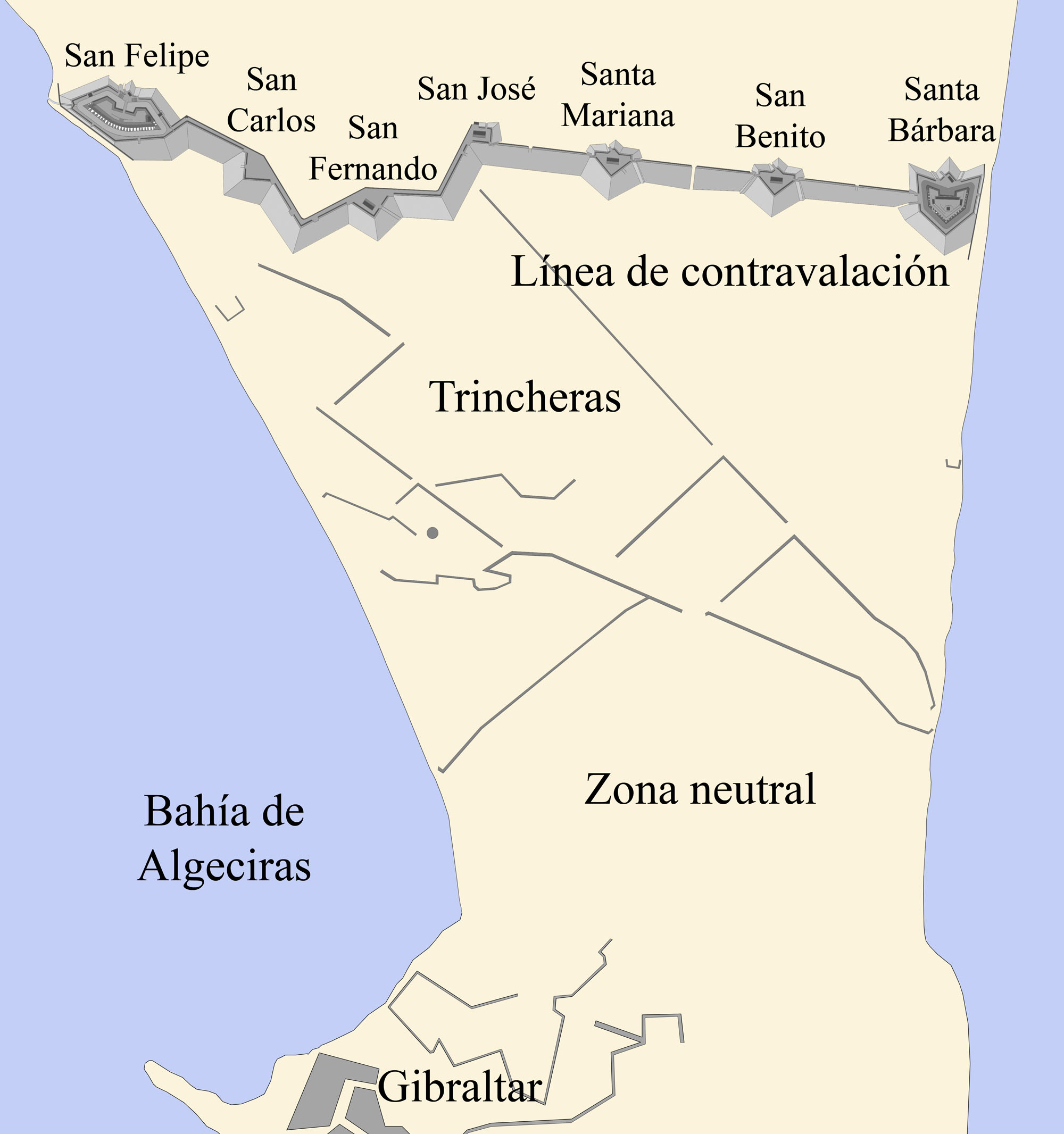
Spanische Belagerungslinien

Die folgenden Monate verliefen weitgehend ereignislos. Am 6. Juni versuchten die Spanier, sechs Brander in den Hafen zu bringen, um die britischen Schiffe zu zerstören, scheiterten damit aber an der schnellen Reaktion der Seeleute und den britischen Kanonen. In der Folge verstärkten die Belagerer die Abschließung Gibraltars. Am Ende des Jahres waren die Nahrungsmittel knapp. Vor allem die Einwohner der Stadt und die Angehörigen der Soldaten hungerten. Teilweise lebten die Menschen von den wild wachsenden Disteln. Skorbut war weit verbreitet, bis es gelang, ein spanisches Handelsschiff, das Orangen geladen hatte, zu kapern. Immer wieder gelangten Blockadebrecher nach Gibraltar, aber noch mehr wurden abgefangen. Selbst viele Fischer wurden von den Spaniern aufgegriffen und hart bestraft, so dass nur wenige es noch wagten, hinauszufahren. Nachdem der Sultan von Marokko sich auf die spanische Seite gestellt hatte, fiel Tanger als Hafen für Blockadebrecher aus.
Die Lage war verzweifelt, als am 12. April 1781 ein militärisch gesicherter Konvoi aus hundert Transportschiffen ankam. Danach verstärkten die Belagerer den Druck von Land aus. Wurden bislang militärische Stellungen unter Beschuss genommen, bombardierten die Spanier nunmehr auch die Stadt. Neben den Belagerungsgeschützen an Land wurde Gibraltar auch von Kanonenbooten beschossen. Die Stadt wurde zu einem Großteil zerstört. Es kam zu Unruhen in der Stadt, die Eliott gewaltsam niederschlagen ließ. Obwohl ein weiterer kleiner Konvoi Gibraltar erreichte, gingen die Nahrungsmittelvorräte im Spätsommer zur Neige.
Die Beschießung der Stadt ging weiter und die Spanier stockten ihre Belagerungstruppen auf 21.000 Mann auf. Sie hofften die Belagerungslinien so weit vortreiben zu können, dass die gesamte Halbinsel in der Reichweite der spanischen Kanonen lag. Durch einen Ausfall am 26. November 1781 konnte Eliott dies verhindern. Dadurch nahm die spanische Moral Schaden, und die Belagerer beschränkten sich wieder auf die Beschießung. In der ersten Hälfte des Jahres 1782 mussten Bevölkerung und Garnison erneut Hunger leiden. Im Mai erreichten Verstärkungen Gibraltar.

### Gescheiterte Eroberung

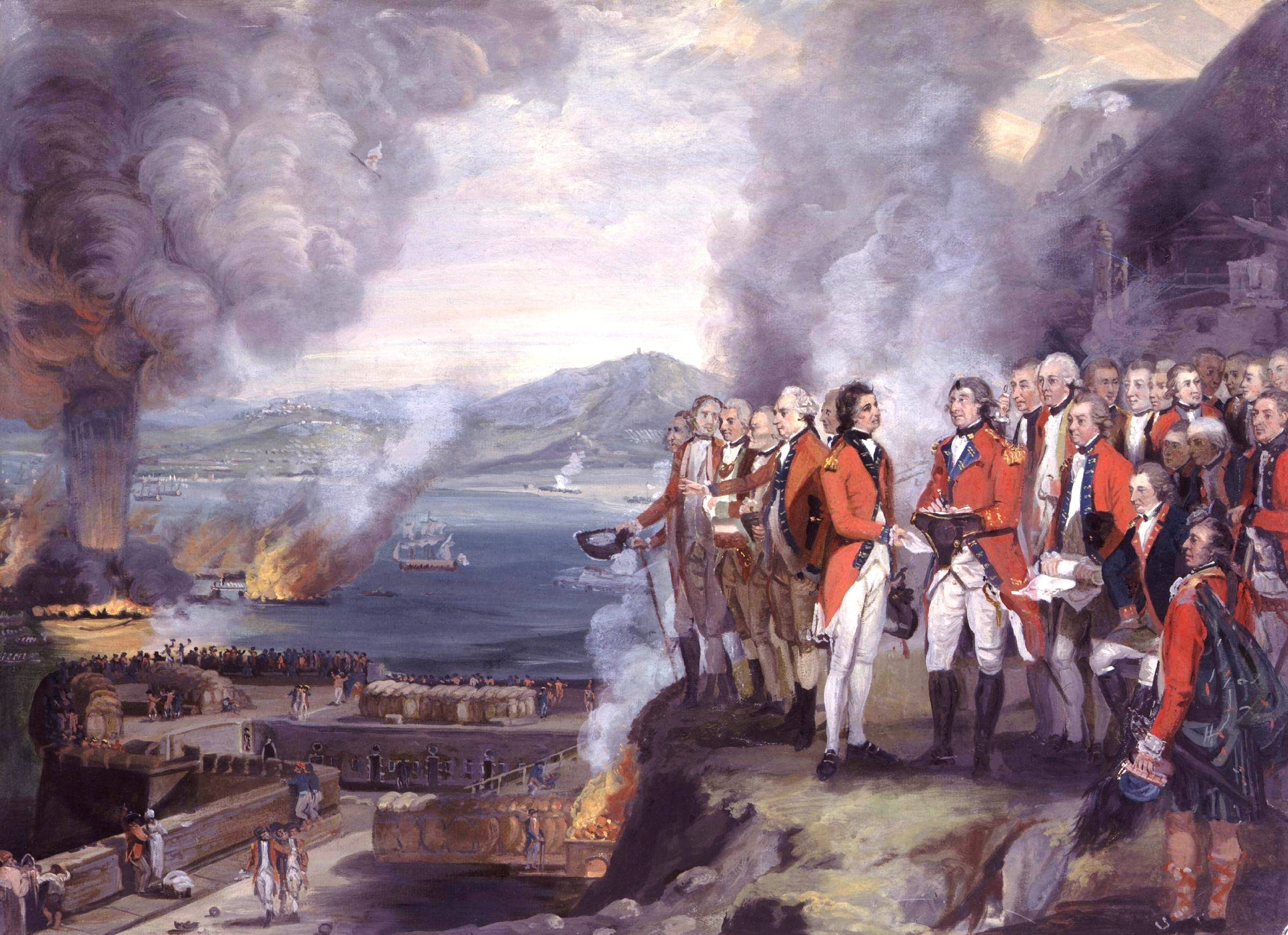
Der Angriff vom 13. September 1782 und die Zerstörung der Kanonenplattformen (Gemälde von George Carter)

Der Fall von Menorca machte französische Einheiten frei. Etwa 9000 Mann unter Louis Des Balbes de Berton de Crillon, duc de Mahon beteiligten sich nunmehr an der Belagerung. Crillon plante einen kombinierten Angriff von See und von Land. Um den Hafen unter schweres Feuer nehmen zu können, ließ er schwimmende Batterien bauen. Hinzu kamen 29 Linienschiffe. Der Angriff wurde abgebrochen, nachdem es den Briten mit Hilfe glühender Kanonenkugeln gelungen war, die Plattformen und Kriegsschiffe zu zerstören. Andere wurden erobert. Daraufhin wurde Gibraltar erneut von Land unter Dauerbeschuss genommen. Am 13. Oktober erreichte ein weiterer großer britischer Konvoi Gibraltar. Der Admiral der Begleitflotte Richard Howe, 1. Earl Howe, entkam in der Seeschlacht am Kap Spartel einer spanisch-französischen Flotte unter Admiral Luis de Córdova. Dies war die letzte bedeutende Kampfhandlung der Belagerung.

## Folgen
Am 3. September 1783 wurde der Friede von Paris unterzeichnet. Florida und Menorca fielen zurück an Spanien. Gibraltar blieb aber weiter britisch. Die Verteidiger verloren 333 Mann durch direkte Kampfhandlungen und weitere 1000 Mann durch Krankheiten, insbesondere durch Skorbut. Außerdem starben tausend Zivilisten an Seuchen. Zu den zerstörten Gebäuden gehörte die Kathedrale. Es dauerte Jahre, bis sich die Stadt Gibraltar von den Zerstörungen erholt hatte.

## Rezeption

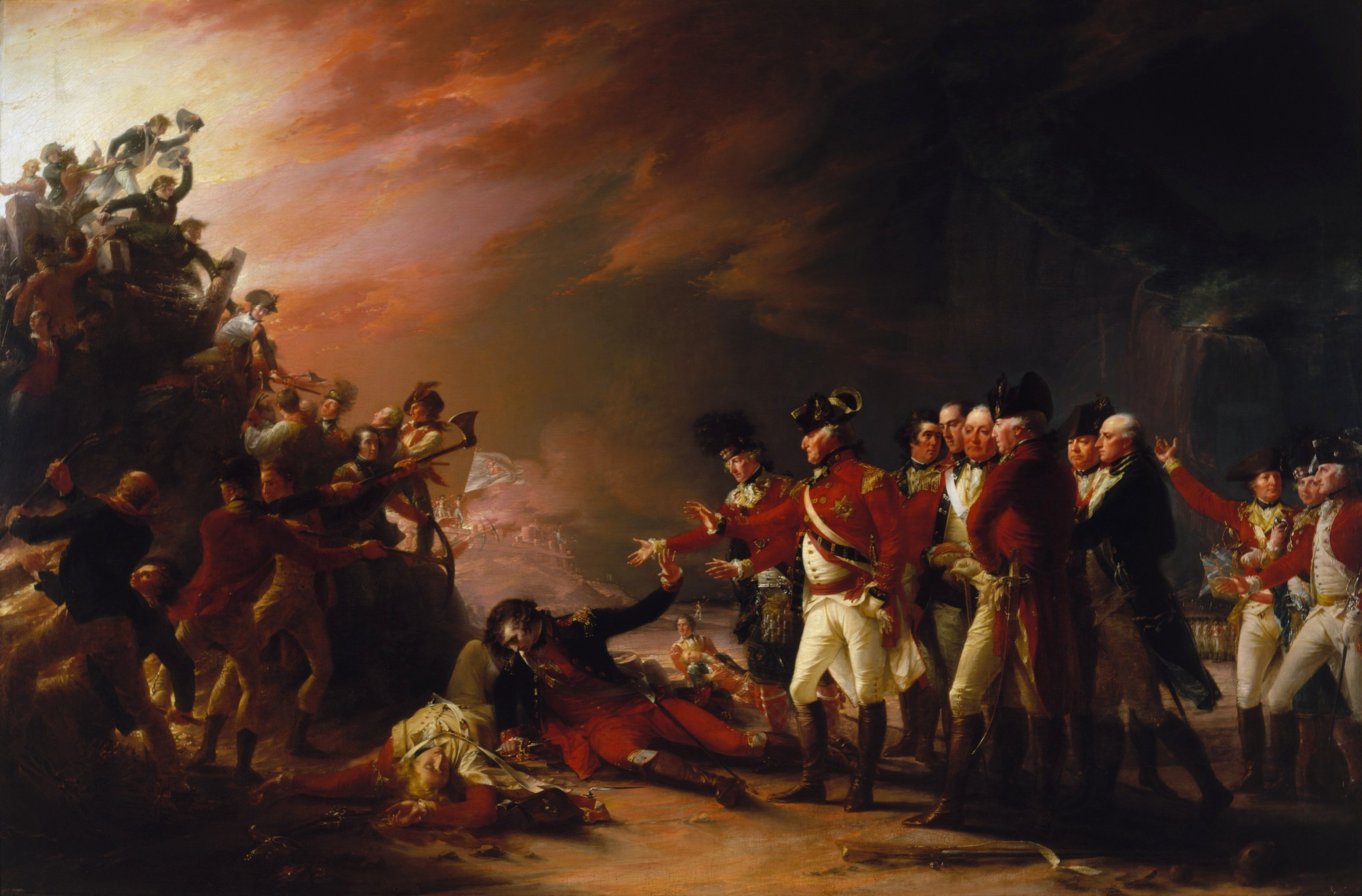
The Sortie Made by the Garrison of Gibraltar (Gemälde von John Trumbull)

Die Belagerung sorgte europaweit für Aufmerksamkeit. Wolfgang Amadeus Mozart schrieb auf die Verse von Michael Denis 1782 den Bardengesang auf Gibraltar: O Calpe! Dir donnert's am Fusse Georg Christoph Lichtenberg beschäftigte sich intensiv mit dem Thema. Auch in den Geschichten des Hieronymus Carl Friedrich von Münchhausen spielt die Belagerung sowohl in der Fassung von Rudolf Erich Raspe wie auch von Gottfried August Bürger eine Rolle.